# Avena barbata subsp. lusitanica
Avena barbata subsp. lusitanica é uma subespécie de planta com flor pertencente à família Poaceae. 
A autoridade científica da subespécie é (Tab.Morais) Romero Zarco, tendo sido publicada em Lagascalia 14(1): 166. 1986.
Os seus nomes comuns são aveia-barbada, aveinha, balanco, balanco-bravo, balanco-menor ou rabo-de-gato.

## Portugal
Trata-se de uma subespécie presente no território português, nomeadamente em Portugal Continental.
Em termos de naturalidade é nativa da região atrás indicada.

## Protecção
Não se encontra protegida por legislação portuguesa ou da Comunidade Europeia.